# Crazy World Tour Live... Berlin 1991
Crazy World Tour Live... Berlin 1991 è un video della band hard rock/heavy metal tedesca Scorpions, pubblicato nel 1991 in VHS.
Vengono alternate tracce dal vivo (registrate a Berlino nel 1991) ai videoclip del periodo.

## Tracce
1. Bad Boys Running Wild
2. Hit Between The Eyes
3. Tease Me Please Me (VideoClip)
4. Can't Explain
5. The Zoo
6. Don't Believe Her (VideoClip)
7. Rhythm of Love
8. Crazy World
9. Can't Live Without You
10. Blackout
11. Dynamite
12. Lust Or Love
13. Send Me an Angel (VideoClip)
14. Big City Nights
15. Rock You Like a Hurricane
16. Wind of Change (VideoClip)

## Formazione
- Klaus Meine - voce
- Rudolf Schenker - chitarra
- Matthias Jabs - chitarra
- Francis Buchholz - basso
- Herman Rarebell - percussioni